# بولاكيشين الثاني
يُعتبر بولاكيشين الثاني (الذي حكم بين 610–642 ميلادية تقريبًا) أشهر حكام سلالة تشالوكيا الحاكمة في فاتابي (بادامي المعاصرة بولاية كارناتاكا، في الهند). خلال فترة حكمه، تمددت مملكة تشالوكيا لتضمّ غالبية هضبة الدكن في شبه الجزيرة الهندية.
باعتباره ابن الملك من سلالة تشالوكيا كيرتيفارمان الأول، أطاح بولاكيشين بعمه مانغالايشا ليعتلي العرش مكانه. وقضى على تمرد قادَه أبايكا وغوفيندا، وانتصر بشكل حاسم على سلالة كادامبا الحاكمة في بانافاسي في الجنوب. اعترفت سلالات ألوبا وغانغا الحاكمتين في تالاكادو بسيادته. رسّخ بولاكيشين سيطرة سلالة تشالوكيا الحاكمة في الساحل الغربي بعد هزيمته لسلالة مورياس الحاكمة في كونكانا. كما ينسب نقش آيهول له الفضل في إخضاع قبائل لاتا، ومالافا، وغورجارا في الشمال.
أمّا الإنجاز العسكري الأبرز لبولاكيشين فهو انتصاره على الإمبراطور الشمالي القوي هارشافاردانا، والذي أرّخ لفشله في غزو مملكة تتشالوكيا الراهب الصيني في الهند تشيونتسانغ. في الشرق، أخضع بولاكيشين حكام داكشينا كوسالا وكالينغا. بعد هزيمة الحاكم من سلالة فيشنوكوندينا، عين بولاكيشين أخاه فيشنو-فاردانا حاكمًا على شرق هضبة الدكن؛ وفيما بعد، أسس هذا الأخ سلالة تشالوكيا الشرقية المستقلة في دلتا فنجي. أحرز بولاكيشين أيضًا بعض النجاحات العسكرية ضد سلالة بالافا الحاكمة في الجنوب، لكنه تعرّض للهزيمة في نهاية المطاف نتيجة غزوة للملك ناراسيمهافارمان الأول من سلالة بالافا الحاكمة.
دانَ بولاكيشين بالديانة الفيشنوية، ولكنه أظهر التسامح مع غيرها من الأديان، بما فيها الشيفاوية، والبوذية، والجانية. تولّى بولاكيشين رعاية العديد من العلماء، بما في ذلك رافيكيرتي، الذي ألّف نقش آيهول.

## الأسماء والألقاب
يظهر نوعان مختلفان من اسم بولاكيشين في سجلات أسرة تشالوكيا الحاكمة: الأول هو بولاكيشين، والثاني هو بوليكشين. وعلى ما يبدو، فإن «إريا» هو اسمٌ من أسمائه: إذ يُشير إليه نقش بيدافاداغورو باسم «إرياتياديغال» (أو «إريتياديغال»)؛ أما نقش بيجابور-مومباي فيذكر اسم «إرايا». يعتقد المؤرخ كيه في راميش أن اسم إريا هو اسم بولاكيشين قبل تتويجه ملكًا.
أما اسم ساتياشاريا (بمعنى «موئل الحقيقة»)، والذي كان لقب بولاكيشين الوراثي، فقد استُخدم بديلًا عن اسمه في سجلات العائلة الحاكمة. وكان بولاكيشين أشهر حكّام السلالة، ولهذا أطلق الحكام الذين جاؤوا بعده على سلالتهم اسم ساتياشاريا-كولا (أي «عائلة ساتياشاريا»).
تشمل ألقاب بولاكيشين الإمبراطورية باتاراكا ومهراجاديراجا («ملك الملوك العظماء»). بالإضافة إلى ذلك، استخدم بولاكيشين أيضًا ألقاب العائلة الحاكمة شري-بريثفي-فالابها، وفالابها، وشري-فالابها. كما اتّخذ بولاكيشين لنفسه لقب باراميشفارا («الحاكم الأعلى») بعدما هزم الإمبراطور هارشافاردانا، وهو ما يذكره نقش بيجابور-مومباي.
يُطلق الراهب الصيني المسافر الصيني تشيونتسانغ على بولاكيشين اسم بو-لو-كي-شي. أما المؤرخ الفارسي محمد بن جرير الطبري فيطلق عليه اسم باراميسا أو فارميس، وهو على الأرجح الصيغة الفارسية الصوتية من لقبه باراميشفارا.

## سنواته الأولى
كان بولاكيشين ابنًا لملك كيرتيفارمان الأول من سلالة تشالوكيا الحاكمة. ويبدو أنه بولاكيشين كان قاصرًا عندما توفي والده، إذ أصبح أخو كيرتيفارمان الأصغر ملكًا.
تشير نقوش إمبراطورية تشالوكيا الغربية الحاكمة في كالياني فيما بعد، والتي ادّعت أنها تنحدر من سلالة تشالوكيا الحاكمة في فاتابي، تُشير إلى أن مانغاليشا «أخذ على عاتقه عبء الإدارة» لأن بولاكيشين كان قاصرًا. ومع ذلك، تزعم هذه النقوش أن مانغاليشا أعاد حُكم المملكة إلى بولاكيشين عندما بلغ بولاكيشين، مشيدةً بسلالة تشالوكيا لمثل هذا التصرفات المثالية. يتناقض هذا الادعاء مع نقش آيهول الخاص ببولاكيشين، ويبدو أنه محاولة متأخرة للتمويه على إطاحة بولاكيشين بمانغاليشا. لا توجد تفاصيل دقيقة للصراع بين الرجلين، لأن نقش آيهول يُشير إليه بطريقة يلفّها الغموض.
من المحتمل أن مانغاليشا حكَم في بداية الأمر باعتباره وصيًا على العرش، ثم قرر لاحقًا الاستيلاء على المُلك. وفقًا لما أورده نقش آيهول، كان مانغاليشا يحسدُ بولاكيشين كونه المفضّل لدى لاكشمي (إلهة الحظ). لهذا السبب، قرر بولاكيشين الفرار إلى المنفى. فيما بعد، ضعُف مانغاليشا «من جميع النواحي»، في حين وظّف بولاكيشين «المزايا التي حظي بها، كالمشورة الجيدة والحيوية». في نهاية المطاف، اضطرّ مانغاليشا للتخلي عن ثلاثة أشياء في وقت واحد: محاولته لتأمين العرش لابنه (أو حتى إبقاء الحُكم في نسله)، ومملكته، وحياته. تشير الرواية أعلاه إلى أنه عند بلوغ بولاكيشين، رفض مانغاليشا الاعتراف بأحقيته في العرش وربما عين ابنه وليًا للعهد. خرج بولاكيشين إلى المنفى، حيث يُرجّح أنه خطط للهجوم على مانغاليشا؛ وفي نهاية الأمر، هزَم مانغاليشا وقتله.
يسجل نقش بيدافادوغور غير المؤرَّخ مساعدة بولاكيشين لقرية إلباتو سيمبيج بعد إخضاع رانافيكراما. ووفقًا لإحدى النظريات، كان ذلك الرانافيكراما هو مانغاليشا الذي حمل لقب «رانافيكراما»، والذي هزمه مانغاليشا في معركة وقعت في إلباتو سيمبيج. (الخلط من المصدر)
مع ذلك، ثمة نظرية مغايرة تسمّي رانافيكراما باعتباره ملكًا من مملكة بانا.

## تاريخ اعتلائه العرش
يعود تاريخ نقش بولاكيشين في حيدر أباد إلى العام 613 م (العام 534 وفقًا لتقويم شاكا)، وأُصدِر في السنة الثالثة من حكمه، مما يعني أنه قد اعتلى العرش في العام 610 – 611 ميلادية تقريبًا.
ثمة خلاف بين الباحثين المعاصرين بخصوص سنة اعتلائه العرش. من المحتمل أن نقش غوا 610 – 611 ميلادية، الذي يشير إلى حاكمٍ أعلى من سلالة تشالوكيا لم يسمّه، إنما يحمل لقب شري-بريثفي-فالابها مهراجا، قد صدر في عهد الحاكم السابق لبولاكيشين، مانغاليشا. والنقش مؤرّخ بسنة 532 وفقًا لتقويم شاكا: فعلى افتراض أن النقش صدر بعد مرور 532 سنة من عهد شاكا، فإن تاريخ صدوره كان 4 يناير من العام 611 ميلادية. ومع ذلك، إذا افترضنا أنه صدر في السنة 532 نفسها من عصر شاكا، فيمكن تأريخه بتاريخ 5 يوليو 610 ميلادية. وفقًا لذلك النقش، يمكن ردّ تاريخ نهاية عهد مانغاليشا إما إلى العام 610 أو 611 ميلادية.
يزداد الأمر تعقيدًا بسبب نقش ماروتورو، الذي يرجع تاريخه إلى عام بولاكيشن الثامن في الحكم، والذي صدر بمناسبة الكسوف في يوم المحاق (أمافاسيا -القمر الجديد في الهندوسية) من شهر جيشتا. وفقًا للحسابات الحديثة، وقع هذا الكسوف في 21 مايو 616 ميلادية، مما يعني أن بولاكيشين اعتلى العرش في العام 609 ميلادية.

## الانتصارات العسكرية
بعد وفاة مانغاليشا، يبدو أن بولاكيشين واجه معارضة من عدة خصوم، بما في ذلك أولئك الذين كانوا موالين لمانغاليشا وأولئك الذين أرادوا الاستفادة من الاضطرابات الناتجة عن الحرب على العرش في سلالة في تشالوكيا. يذكر نقش آيهول أن «العالم كله لفّه الظلامُ الذي خلقه الأعداء». هزم بولاكيشن هؤلاء الأعداء، ورسّخ سطوة سلالة تشالوكيا الحاكمة باعتبارها قوة مهيمنة في شبه الجزيرة الهندية.

## أبايكا وغوفيندا
يذكر نقش آيهول أن الحاكمَين ألايكا وغوفيندا قادا تمردًا ضد بولاكيشين. إنما لا تتضح هوية هذين الحاكمين، ويُقال إنهما زحفا قريبًا من منطقة حُكم تشالوكيا الرئيسية في شمال نهر بيماراثي (نهر بهيما في الوقت الحالي) في ولاية ماهاراشترا الحالية. وحسبما قال المؤرخ كيه إيه نيلاكانتا ساستري، فالطريقة التي يذكرهما بها النقش تشير إلى أنهما كانا عسكريّين مغامرَين وليسا من خلفية ملكية.